# インヴァネス・コロナ

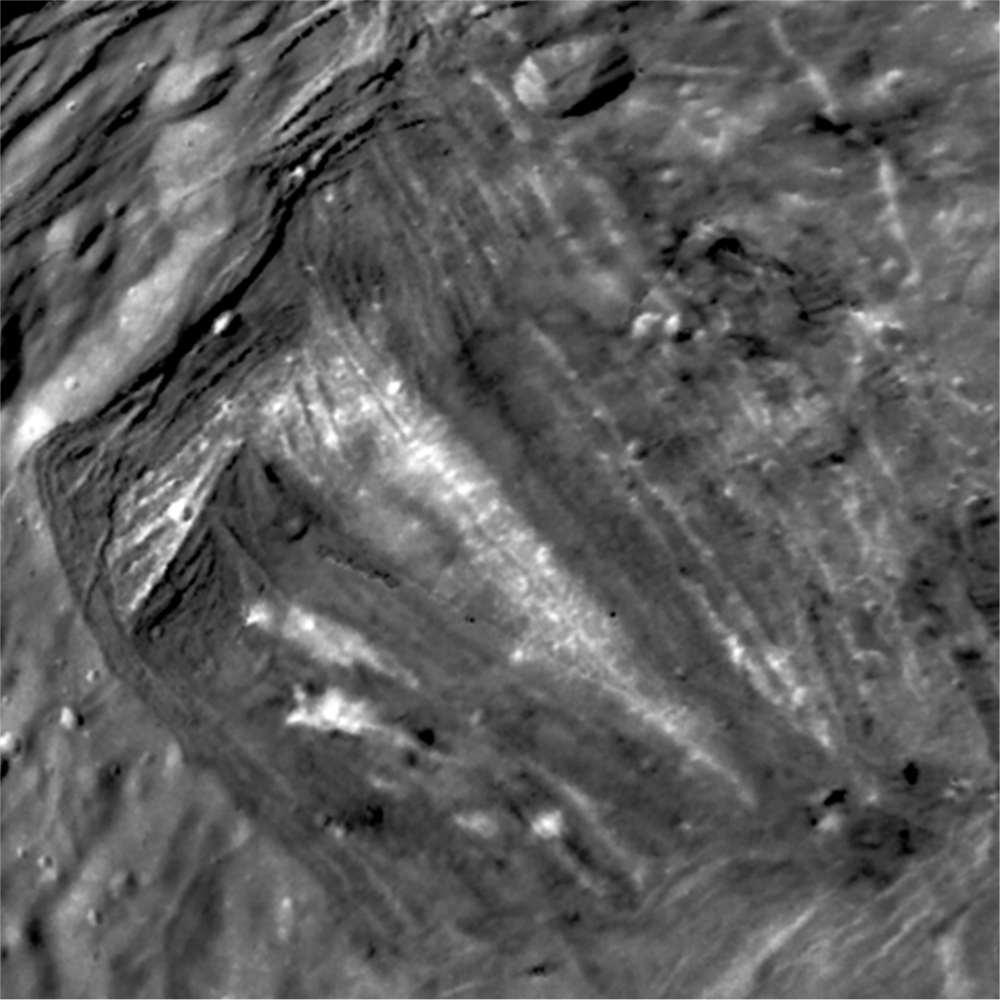
天王星の衛星、ミランダ上にあるインヴァネス・コロナ

インヴァネス・コロナ（英語: Inverness Corona）は天王星の衛星であるミランダの南半球の南緯66.9度、東経325.7度に位置する「コロナ」地形である。直径は234キロメートル（145マイル）。これはシェイクスピアの『マクベス』に出てくる彼の城があるインヴァネスの場所にちなんで名付けられた。この地域は、1986年に宇宙船ボイジャー2号によって最初に綿密に調査された。

## 参照項目
- 惑星地質学
- コロナ地形